# Chasmina lispodes
Chasmina lispodes är en fjärilsart som beskrevs av Turner 1936. Chasmina lispodes ingår i släktet Chasmina och familjen nattflyn. Inga underarter finns listade i Catalogue of Life.